# L'alimento divino

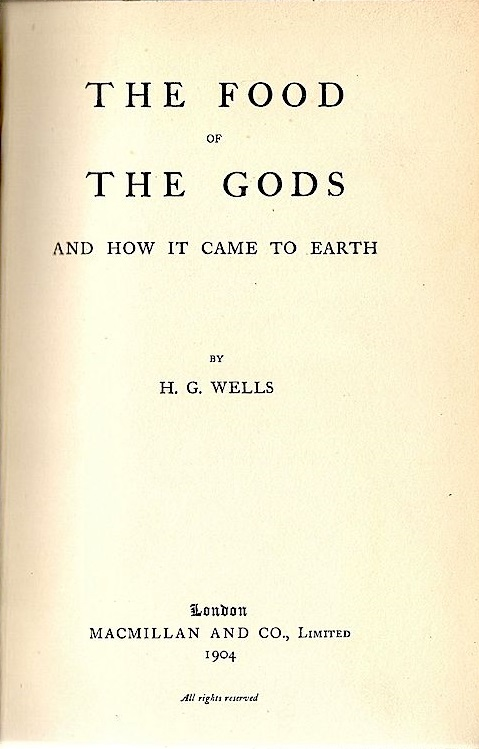

L'alimento divino è un libro di fantascienza di H. G. Wells pubblicato nel Regno Unito, dalla casa editrice MacMillan and Co. nel 1904; e in lingua italiana nel 1922 da Casa Editrice Cesare Cioffi.

## Trama
Due scienziati, tali prof. Bensington e prof. Redwood, riescono a creare una speciale sostanza, la Herakleophorbia IV la quale ha la capacità di far aumentare notevolmente le dimensioni delle cose. La sostanza, però va presto fuori controllo, perché maneggiata con poca cura da due contadini, il signor e la signora Skinner, che avevano avuto il compito di somministrarla a dei pulcini in via sperimentale. La Herakleophorbia IV, quindi, dilaga in tutta l'Inghilterra, e poi in tutto il mondo; si incontrano quindi piante e animali giganti in tutto il mondo. Per la prima volta l'umanità dovrà affrontare una razza superiore.

## Suddivisione
Il libro è diviso in 3 parti: Libro I: La scoperta del cibo; Libro II: Il cibo nel villaggio; e Libro III: La raccolta del cibo.

## Adattamenti

### Cinematografici
Nel 1965 è stato girato un film liberamente ispirato dal libro, Village of the Giants; della casa di produzione statunitense Berkeley Productions, Embassy Pictures Corporation, Joseph E. Levine Productions.
Nel 1976 è stato girato un altro film dello stesso regista, Il cibo degli dei, del quale è stato fatto anche un sequel, Denti assassini, nel 1989.

### Fumetti
Il romanzo è stato più volte adattato nel mondo dei fumetti. Nel 1961 Classic Illustrated ne produsse una trasposizione; in seguito lo fece anche Marvel Classics Comics nel 1977.